# Netport Science Park
Netport Science Park (även skrivet som NetPort Science Park) är en företagspark i Karlshamn som ägs av Karlshamns kommun, Blekinge tekniska högskola och medlemsföretag från näringslivet. Syftet är att skapa förutsättningar för en hållbar ekonomisk tillväxt och samhällsutveckling på lokal och regional nivå i Blekinge. Samverkan mellan ägarna sker genom arbete i ett gemensamt innovationssystem enligt den s.k. triple helix-modellen. 
Företagsparken är belägen på Östra Piren i Karlshamn  och består av tre byggnader på sammanlagt 12500 m² som ägs av det kommunala bolaget Karlshamnsfastigheter AB. Byggnaderna ritades av White arkitekter och vann föreningen Sveriges Arkitekter Blekinge Kalmars arkitekturpris för stadsbyggnad år 2006. I parken verkar cirka 350 anställda från ett 40-tal bolag tillsammans med 500 studenter från Blekinge tekniska högskola.

## Bakgrund
År 2000 ansökte Karlshamns kommun till EU-programmet Mål 2 Södra . Projektet startades 2001 och syftade till att genom en strukturomvandling stimulera den framväxande tjänste- och kunskapssektorn i samband med Blekinge Tekniska Högskolas etablering på området. År 2003 invigdes första byggnaden och 2005 blev verksamheten, då under namnet NetPort.Karlshamn, en ideell förening. Samma år utsågs verksamheten till Best practise innovation project av EU-kommissionen. År 2013 bytte NetPort.Karlshamn namn till NetPort Science Park ). 